# O Rego (Villamarín)
O Rego es un lugar situado en la parroquia de Sobreira, del municipio español de Villamarín, en la provincia de Orense, Galicia.

## Demografía
| Gráfica de evolución demográfica de O Rego entre 2000 y 2023 |
|                                                              |
| Datos según el nomenclátor publicado por el INE.             |